# Daniel Jones (foneticus)
Daniel Jones (Londen, 12 september 1881 – Gerrards Cross, 4 december 1967) was een Engels foneticus, die veel heeft bijgedragen aan de beschrijving van de uitspraak van vooral het Engels.
Jones maakte in 1900 kennis met de fonetiek tijdens een korte studie in Duitsland. Na zijn terugkeer naar Engeland behaalde hij in 1903 een graad in wiskunde aan de Universiteit van Cambridge. Twee jaar later vertrok hij naar Frankrijk waar hij in 1905 en 1906 aan de Sorbonne studeerde bij de Franse taalkundige Paul Passy. Passy was een van de grondleggers van de International Phonetic Association, die ook bijdroeg aan de ontwikkeling van het Internationaal Fonetisch Alfabet (IPA). Jones had ook enige tijd privéles van de befaamde foneticus Henry Sweet. Privé werden
ook de banden tussen de taalkundigen aangehaald toen Jones in 1911 trouwde met Cyrille Motte, een nicht van Passy.
Hij trad in 1907 aan als parttime lector aan University College in Londen, en korte tijd later kreeg hij daar een volledige betrekking. In 1912 volgde zijn benoeming tot hoofd van de afdeling Fonetiek.
Tijdens zijn lectorschap verscheen in 1909 het werk The Pronunciation of English, dat in 1918 werd gevolgd door An Outline of English Phonetics. Jones was de eerste taalkundige die een uitgebreide beschrijving gaf van de zogeheten Received Pronunciation van het Engels.
Hij was ook de eerste linguïst in de Westerse wereld die de term foneem gebruikte in een artikel uit 1917 (The phonetic structure of the Sechuana Language).
Na zijn pensionering bleef Jones, ondanks zijn zwakke gezondheid, hard doorwerken aan zijn vele publicaties. Hij overleed op 4 december 1967 in zijn huis in Gerrards Cross.
Er is enige controverse over de vraag of Henry Sweet of Daniel Jones de inspiratiebron zou zijn geweest voor de figuur Professor Higgins in het toneelstuk Pygmalion van George Bernard Shaw.

## Belangrijke werken
- The Pronunciation of English (1909)
- An Outline of English Phonetics (1918)
- A Phonetic Dictionary of the English Language (1913), met H. Michaelis
- English Pronouncing Dictionary, or EPD (1917)
- The Phoneme (1950)